# Hans-Peter Briegel
Hans-Peter Briegel (Kaiserslautern, 11 ottobre 1955) è un allenatore di calcio ed ex calciatore tedesco, di ruolo centrocampista.
Con la nazionale tedesca fu campione d'Europa nel 1980 e vicecampione del mondo  nel 1982 e nel 1986.

## Carriera

### Giocatore

#### Club

Briegel al Verona nella stagione 1984-1985

Dopo aver ottenuto dei buoni risultati nel decathlon, intraprende la carriera di calciatore alle soglie della maggiore età. Esordisce in Bundesliga nella stagione 1975-1976 con la maglia del Kaiserslautern venendo inizialmente criticato dai suoi stessi tifosi. Ottiene tuttavia due terzi posti nel 1978-1979, e nel 1979-1980 e arriva anche alla semifinale della Coppa UEFA 1981-1982. Nei nove anni passati nel club ottiene 240 presenze e 47 gol in campionato.
Il tedesco si trasferisce nel 1984 in Italia per giocare nel Verona, che lo acquistò a basso costo. Pur accolto da un iniziale scetticismo si dimostra ben presto uno dei protagonisti di quella che è a tutt'oggi la miglior stagione del club scaligero, che si conclude con la conquista dello storico scudetto: Briegel viene infatti schierato in campo 27 volte in campionato da Osvaldo Bagnoli e realizza ben 9 gol, il primo già al debutto contro il Napoli in cui era appena arrivato Diego Armando Maradona (vittoria per 3-1). Nell'annata successiva disputa poi la Coppa dei Campioni, dove i gialloblu sono eliminati dalla Juventus negli ottavi, e alla fine assomma altre 28 presenze e 3 gol Serie A.
Passa poi alla Sampdoria di Vujadin Boškov, che lo preleva per 4 miliardi di lire. Rimane coi blucerchiati per altri due anni, vincendo nell'ultimo di questi la Coppa Italia; è anche l'autore del primo gol nella finale di andata contro il Torino, poi vinta 2-0. Chiude la carriera subito dopo.

#### Nazionale
Disputa la prima gara con la Germania Ovest il 17 ottobre 1979, una sfida contro il Galles valida per le qualificazioni al campionato d'Europa 1980. È poi convocato per questa manifestazione, nella quale viene schierato in tutte e 4 le gare; in particolare è in campo nella finale di Roma contro il Belgio, vinta 2-1. Va poi in Spagna per disputare il campionato del mondo 1982 nel quale è in campo in tutte e 7 le gare, finale compresa (sconfitta per 3-1 contro l'Italia). Dopo aver partecipato anche al deludente campionato d'Europa 1984 è tra i 22 che volano in Messico per il campionato del mondo 1986, dove è nuovamente in campo nella finale (sconfitta per 3-2 contro l'Argentina). Questa è anche l'ultima gara con la nazionale tedesco-occidentale, nella quale ha collezionato in totale 72 presenze e segnato 4 gol.
In un'amichevole del 1984 contro l'Italia – organizzata come «rivincita» della finale mondiale di due anni prima – segna il gol della vittoria.

### Allenatore
Dopo aver terminato la carriera di calciatore comincia quella di allenatore. Briegel siede tra le altre sulle panchine di Beşiktaş, prima come secondo di Karl-Heinz Feldkamp poi da solo, nella stagione 1999-2000, portando il club turco al secondo posto in campionato. Guida successivamente il Trabzonspor nell'annata 2001-2002, ottenendo un quattordicesimo posto.
Nel 2003 viene assunto alla guida dell'Albania, che guida nelle qualificazioni al campionato europeo di calcio 2004 e in quelle per il Mondiale del 2006. Subito dopo guida per circa un anno il Bahrein.
Dal 2022 è un membro del consiglio direttivo del Kaiserlautern.

## Statistiche

### Cronologia presenze e reti in nazionale
| Cronologia completa delle presenze e delle reti in nazionale ― Germania Ovest | Cronologia completa delle presenze e delle reti in nazionale ― Germania Ovest | Cronologia completa delle presenze e delle reti in nazionale ― Germania Ovest | Cronologia completa delle presenze e delle reti in nazionale ― Germania Ovest | Cronologia completa delle presenze e delle reti in nazionale ― Germania Ovest | Cronologia completa delle presenze e delle reti in nazionale ― Germania Ovest | Cronologia completa delle presenze e delle reti in nazionale ― Germania Ovest | Cronologia completa delle presenze e delle reti in nazionale ― Germania Ovest |
| Data                                                                          | Città                                                                         | In casa                                                                       | Risultato                                                                     | Ospiti                                                                        | Competizione                                                                  | Reti                                                                          | Note                                                                          |
| ----------------------------------------------------------------------------- | ----------------------------------------------------------------------------- | ----------------------------------------------------------------------------- | ----------------------------------------------------------------------------- | ----------------------------------------------------------------------------- | ----------------------------------------------------------------------------- | ----------------------------------------------------------------------------- | ----------------------------------------------------------------------------- |
| 17-10-1979                                                                    | Colonia                                                                       | Germania Ovest                                                                | 5 – 1                                                                         | Galles                                                                        | Qual. Euro 1980                                                               | -                                                                             | 75’                                                                           |
| 21-11-1979                                                                    | Tbilisi                                                                       | Unione Sovietica                                                              | 1 – 3                                                                         | Germania Ovest                                                                | Amichevole                                                                    | -                                                                             |                                                                               |
| 2-4-1980                                                                      | Monaco di Baviera                                                             | Germania Ovest                                                                | 1 – 0                                                                         | Austria                                                                       | Amichevole                                                                    | -                                                                             | 16’                                                                           |
| 13-5-1980                                                                     | Francoforte sul Meno                                                          | Germania Ovest                                                                | 3 – 1                                                                         | Polonia                                                                       | Amichevole                                                                    | -                                                                             | 73’                                                                           |
| 11-6-1980                                                                     | Roma                                                                          | Cecoslovacchia                                                                | 0 – 1                                                                         | Germania Ovest                                                                | Euro 1980 - 1º turno                                                          | -                                                                             |                                                                               |
| 14-6-1980                                                                     | Napoli                                                                        | Germania Ovest                                                                | 3 – 2                                                                         | Paesi Bassi                                                                   | Euro 1980 - 1º turno                                                          | -                                                                             |                                                                               |
| 17-6-1980                                                                     | Torino                                                                        | Grecia                                                                        | 0 – 0                                                                         | Germania Ovest                                                                | Euro 1980 - 1º turno                                                          | -                                                                             |                                                                               |
| 22-6-1980                                                                     | Roma                                                                          | Germania Ovest                                                                | 2 – 1                                                                         | Belgio                                                                        | Euro 1980 - Finale                                                            | -                                                                             | 55’                                                                           |
| 10-9-1980                                                                     | Basilea                                                                       | Svizzera                                                                      | 2 – 3                                                                         | Germania Ovest                                                                | Amichevole                                                                    | -                                                                             |                                                                               |
| 11-10-1980                                                                    | Eindhoven                                                                     | Paesi Bassi                                                                   | 1 – 1                                                                         | Germania Ovest                                                                | Amichevole                                                                    | -                                                                             |                                                                               |
| 19-11-1980                                                                    | Hannover                                                                      | Germania Ovest                                                                | 4 – 1                                                                         | Francia                                                                       | Amichevole                                                                    | 1                                                                             |                                                                               |
| 3-12-1980                                                                     | Sofia                                                                         | Bulgaria                                                                      | 1 – 3                                                                         | Germania Ovest                                                                | Qual. Mondiali 1982                                                           | -                                                                             |                                                                               |
| 1-1-1981                                                                      | Montevideo                                                                    | Argentina                                                                     | 2 – 1                                                                         | Germania Ovest                                                                | Amichevole                                                                    | -                                                                             |                                                                               |
| 7-1-1981                                                                      | Montevideo                                                                    | Brasile                                                                       | 4 – 1                                                                         | Germania Ovest                                                                | Amichevole                                                                    | -                                                                             |                                                                               |
| 29-4-1981                                                                     | Amburgo                                                                       | Germania Ovest                                                                | 2 – 0                                                                         | Austria                                                                       | Qual. Mondiali 1982                                                           | -                                                                             |                                                                               |
| 19-5-1981                                                                     | Stoccarda                                                                     | Germania Ovest                                                                | 1 – 2                                                                         | Brasile                                                                       | Amichevole                                                                    | -                                                                             |                                                                               |
| 24-5-1981                                                                     | Lahti                                                                         | Finlandia                                                                     | 0 – 4                                                                         | Germania Ovest                                                                | Qual. Mondiali 1982                                                           | 1                                                                             |                                                                               |
| 2-9-1981                                                                      | Chorzów                                                                       | Polonia                                                                       | 0 – 2                                                                         | Germania Ovest                                                                | Amichevole                                                                    | -                                                                             | 83’                                                                           |
| 23-9-1981                                                                     | Bochum                                                                        | Germania Ovest                                                                | 7 – 1                                                                         | Finlandia                                                                     | Qual. Mondiali 1982                                                           | -                                                                             |                                                                               |
| 14-10-1981                                                                    | Vienna                                                                        | Austria                                                                       | 1 – 3                                                                         | Germania Ovest                                                                | Qual. Mondiali 1982                                                           | -                                                                             |                                                                               |
| 18-11-1981                                                                    | Dortmund                                                                      | Germania Ovest                                                                | 8 – 0                                                                         | Albania                                                                       | Qual. Mondiali 1982                                                           | -                                                                             | 51’                                                                           |
| 22-11-1981                                                                    | Düsseldorf                                                                    | Germania Ovest                                                                | 4 – 0                                                                         | Bulgaria                                                                      | Qual. Mondiali 1982                                                           | -                                                                             |                                                                               |
| 17-2-1982                                                                     | Hannover                                                                      | Germania Ovest                                                                | 3 – 1                                                                         | Portogallo                                                                    | Amichevole                                                                    | -                                                                             |                                                                               |
| 21-3-1982                                                                     | Rio de Janeiro                                                                | Brasile                                                                       | 1 – 0                                                                         | Germania Ovest                                                                | Amichevole                                                                    | -                                                                             |                                                                               |
| 24-3-1982                                                                     | Buenos Aires                                                                  | Argentina                                                                     | 1 – 1                                                                         | Germania Ovest                                                                | Amichevole                                                                    | -                                                                             |                                                                               |
| 14-4-1982                                                                     | Colonia                                                                       | Germania Ovest                                                                | 2 – 1                                                                         | Cecoslovacchia                                                                | Amichevole                                                                    | -                                                                             |                                                                               |
| 12-5-1982                                                                     | Oslo                                                                          | Norvegia                                                                      | 2 – 4                                                                         | Germania Ovest                                                                | Amichevole                                                                    | -                                                                             | 46’                                                                           |
| 16-6-1982                                                                     | Gijón                                                                         | Germania Ovest                                                                | 1 – 2                                                                         | Algeria                                                                       | Mondiali 1982 - 1º turno                                                      | -                                                                             |                                                                               |
| 20-6-1982                                                                     | Gijón                                                                         | Germania Ovest                                                                | 4 – 1                                                                         | Cile                                                                          | Mondiali 1982 - 1º turno                                                      | -                                                                             |                                                                               |
| 25-6-1982                                                                     | Gijón                                                                         | Germania Ovest                                                                | 1 – 0                                                                         | Austria                                                                       | Mondiali 1982 - 1º turno                                                      | -                                                                             | 66’                                                                           |
| 29-6-1982                                                                     | Madrid                                                                        | Germania Ovest                                                                | 0 – 0                                                                         | Inghilterra                                                                   | Mondiali 1982 - 2º turno                                                      | -                                                                             |                                                                               |
| 2-7-1982                                                                      | Madrid                                                                        | Spagna                                                                        | 1 – 2                                                                         | Germania Ovest                                                                | Mondiali 1982 - 2º turno                                                      | -                                                                             |                                                                               |
| 8-7-1982                                                                      | Siviglia                                                                      | Germania Ovest                                                                | 3 – 3 dts (5 – 4 dtr)                                                         | Francia                                                                       | Mondiali 1982 - Semifinale                                                    | -                                                                             | 97’                                                                           |
| 11-7-1982                                                                     | Madrid                                                                        | Italia                                                                        | 3 – 1                                                                         | Germania Ovest                                                                | Mondiali 1982 - Finale                                                        | -                                                                             | [ 10 ]                                                                        |
| 22-9-1982                                                                     | Monaco di Baviera                                                             | Germania Ovest                                                                | 0 – 0                                                                         | Belgio                                                                        | Amichevole                                                                    | -                                                                             |                                                                               |
| 13-10-1982                                                                    | Londra                                                                        | Inghilterra                                                                   | 1 – 2                                                                         | Germania Ovest                                                                | Amichevole                                                                    | -                                                                             |                                                                               |
| 17-11-1982                                                                    | Belfast                                                                       | Irlanda del Nord                                                              | 1 – 0                                                                         | Germania Ovest                                                                | Qual. Euro 1984                                                               | -                                                                             |                                                                               |
| 23-2-1983                                                                     | Lisbona                                                                       | Portogallo                                                                    | 1 – 0                                                                         | Germania Ovest                                                                | Amichevole                                                                    | -                                                                             |                                                                               |
| 30-3-1983                                                                     | Tirana                                                                        | Albania                                                                       | 1 – 2                                                                         | Germania Ovest                                                                | Qual. Euro 1984                                                               | -                                                                             |                                                                               |
| 23-4-1983                                                                     | Smirne                                                                        | Turchia                                                                       | 0 – 3                                                                         | Germania Ovest                                                                | Qual. Euro 1984                                                               | -                                                                             |                                                                               |
| 27-4-1983                                                                     | Vienna                                                                        | Austria                                                                       | 0 – 0                                                                         | Germania Ovest                                                                | Qual. Euro 1984                                                               | -                                                                             | 38’                                                                           |
| 7-6-1983                                                                      | Lussemburgo                                                                   | Jugoslavia                                                                    | 2 – 4                                                                         | Germania Ovest                                                                | Amichevole                                                                    | -                                                                             |                                                                               |
| 7-9-1983                                                                      | Budapest                                                                      | Ungheria                                                                      | 1 – 1                                                                         | Germania Ovest                                                                | Amichevole                                                                    | -                                                                             |                                                                               |
| 5-10-1983                                                                     | Gelsenkirchen                                                                 | Germania Ovest                                                                | 3 – 0                                                                         | Austria                                                                       | Qual. Euro 1984                                                               | -                                                                             |                                                                               |
| 26-10-1983                                                                    | Berlino                                                                       | Germania Ovest                                                                | 5 – 1                                                                         | Turchia                                                                       | Qual. Euro 1984                                                               | -                                                                             | 81’                                                                           |
| 16-11-1983                                                                    | Amburgo                                                                       | Germania Ovest                                                                | 0 – 1                                                                         | Irlanda del Nord                                                              | Qual. Euro 1984                                                               | -                                                                             |                                                                               |
| 20-11-1983                                                                    | Saarbrücken                                                                   | Germania Ovest                                                                | 2 – 1                                                                         | Albania                                                                       | Qual. Euro 1984                                                               | -                                                                             | 34’                                                                           |
| 28-3-1984                                                                     | Hannover                                                                      | Germania Ovest                                                                | 2 – 1                                                                         | Unione Sovietica                                                              | Amichevole                                                                    | -                                                                             |                                                                               |
| 18-4-1984                                                                     | Strasburgo                                                                    | Francia                                                                       | 1 – 0                                                                         | Germania Ovest                                                                | Amichevole                                                                    | -                                                                             |                                                                               |
| 22-5-1984                                                                     | Zurigo                                                                        | Germania Ovest                                                                | 1 – 0                                                                         | Italia                                                                        | Amichevole                                                                    | 1                                                                             |                                                                               |
| 14-6-1984                                                                     | Strasburgo                                                                    | Portogallo                                                                    | 0 – 0                                                                         | Germania Ovest                                                                | Euro 1984 - 1º turno                                                          | -                                                                             |                                                                               |
| 17-6-1984                                                                     | Lens                                                                          | Germania Ovest                                                                | 2 – 1                                                                         | Romania                                                                       | Euro 1984 - 1º turno                                                          | -                                                                             |                                                                               |
| 20-6-1984                                                                     | Parigi                                                                        | Spagna                                                                        | 1 – 0                                                                         | Germania Ovest                                                                | Euro 1984 - 1º turno                                                          | -                                                                             |                                                                               |
| 17-10-1984                                                                    | Colonia                                                                       | Germania Ovest                                                                | 2 – 0                                                                         | Svezia                                                                        | Qual. Mondiali 1986                                                           | -                                                                             |                                                                               |
| 16-12-1984                                                                    | Ta' Qali                                                                      | Malta                                                                         | 2 – 3                                                                         | Germania Ovest                                                                | Qual. Mondiali 1986                                                           | -                                                                             |                                                                               |
| 29-1-1985                                                                     | Amburgo                                                                       | Germania Ovest                                                                | 0 – 1                                                                         | Ungheria                                                                      | Amichevole                                                                    | -                                                                             | 46’                                                                           |
| 24-2-1985                                                                     | Lisbona                                                                       | Portogallo                                                                    | 1 – 2                                                                         | Germania Ovest                                                                | Qual. Mondiali 1986                                                           | -                                                                             |                                                                               |
| 27-3-1985                                                                     | Saarbrücken                                                                   | Germania Ovest                                                                | 6 – 0                                                                         | Malta                                                                         | Qual. Mondiali 1986                                                           | -                                                                             | 76’                                                                           |
| 25-9-1985                                                                     | Solna                                                                         | Svezia                                                                        | 2 – 2                                                                         | Germania Ovest                                                                | Qual. Mondiali 1986                                                           | -                                                                             |                                                                               |
| 16-10-1985                                                                    | Stoccarda                                                                     | Germania Ovest                                                                | 0 – 1                                                                         | Portogallo                                                                    | Qual. Mondiali 1986                                                           | -                                                                             |                                                                               |
| 17-11-1985                                                                    | Monaco di Baviera                                                             | Germania Ovest                                                                | 2 – 2                                                                         | Cecoslovacchia                                                                | Qual. Mondiali 1986                                                           | -                                                                             | 46’                                                                           |
| 5-2-1986                                                                      | Avellino                                                                      | Italia                                                                        | 1 – 2                                                                         | Germania Ovest                                                                | Amichevole                                                                    | -                                                                             |                                                                               |
| 12-3-1986                                                                     | Francoforte sul Meno                                                          | Germania Ovest                                                                | 2 – 0                                                                         | Brasile                                                                       | Amichevole                                                                    | 1                                                                             |                                                                               |
| 9-4-1986                                                                      | Basilea                                                                       | Svizzera                                                                      | 0 – 1                                                                         | Germania Ovest                                                                | Amichevole                                                                    | -                                                                             | 77’                                                                           |
| 11-5-1986                                                                     | Bochum                                                                        | Germania Ovest                                                                | 1 – 1                                                                         | Jugoslavia                                                                    | Amichevole                                                                    | -                                                                             |                                                                               |
| 14-5-1986                                                                     | Dortmund                                                                      | Germania Ovest                                                                | 3 – 1                                                                         | Paesi Bassi                                                                   | Amichevole                                                                    | -                                                                             | cap.                                                                          |
| 4-6-1986                                                                      | Santiago de Querétaro                                                         | Uruguay                                                                       | 1 – 1                                                                         | Germania Ovest                                                                | Mondiali 1986 - 1º turno                                                      | -                                                                             |                                                                               |
| 8-6-1986                                                                      | Santiago de Querétaro                                                         | Germania Ovest                                                                | 2 – 1                                                                         | Scozia                                                                        | Mondiali 1986 - 1º turno                                                      | -                                                                             | 63’                                                                           |
| 17-6-1986                                                                     | San Nicolás de los Garza                                                      | Marocco                                                                       | 0 – 1                                                                         | Germania Ovest                                                                | Mondiali 1986 - Ottavi di finale                                              | -                                                                             |                                                                               |
| 21-6-1986                                                                     | San Nicolás de los Garza                                                      | Germania Ovest                                                                | 0 – 0 dts (4 - 1 dtr)                                                         | Messico                                                                       | Mondiali 1986 - Quarti di finale                                              | -                                                                             |                                                                               |
| 25-6-1986                                                                     | Guadalajara                                                                   | Francia                                                                       | 0 – 2                                                                         | Germania Ovest                                                                | Mondiali 1986 - Semifinale                                                    | -                                                                             |                                                                               |
| 29-6-1986                                                                     | Città del Messico                                                             | Argentina                                                                     | 3 – 2                                                                         | Germania Ovest                                                                | Mondiali 1986 - Finale                                                        | -                                                                             | 62’                                                                           |
| Totale                                                                        |                                                                               | Presenze                                                                      | 72                                                                            |                                                                               | Reti                                                                          | 4                                                                             |                                                                               |

## Palmarès

### Giocatore

#### Club
- Campionato italiano: 1

Verona: 1984-1985
- Coppa Italia: 1

Sampdoria: 1987-1988

#### Nazionale
- Campionato d'Europa: 1

Italia 1980

#### Individuale
- Calciatore tedesco-occidentale dell'anno: 1

1985